# 侏穗鹛属
侏穗鹛属（学名：Dasycrotapha）是绣眼鸟科的一属。

## 下属物种
本属包括以下物种：
- 侏穗鹛 Dasycrotapha plateni (W.Blasius, 1890)
- Dasycrotapha pygmaea (Ogilvie-Grant, 1896)
- Dasycrotapha speciosa Tweeddale, 1878